# Basilianus inopinus
Basilianus inopinus là một loài bọ cánh cứng trong họ Passalidae. Loài này được Boucher miêu tả khoa học năm 1997.